# 22nd Century Lifestyle
| Críticas profissionais | Críticas profissionais |
| Avaliações da crítica  | Avaliações da crítica  |
| Fonte                  | Avaliação              |
| ---------------------- | ---------------------- |
| allmusic               | [ 1 ]                  |
| Melodic                | [ 2 ]                  |

22nd Century Lifestyle: Episode Rustandthesuperheroes Sexdrugsandsoutherncityrock (ou simplesmente "22nd Century Lifestyle") é o álbum de estreia da banda pre)Thing. Foi lançado em 6 de abril de 2004, pela gravadora V2 Records.
O único single do álbum, "Faded Love", alcançou a posição #38 na Hot Mainstream Rock Tracks.

## Faixas
1. "War" (Bob Vaughan; Rust Epique; Ted Barak) – 4:17
2. "Assscending" (Rust Epique) – 4:51
3. "Can't Stop (22nd Century Lifestyle)" (Rust Epique) – 4:58
4. "Staay Alive" (Rust Epique) – 3:58
5. "Won + X" (Bob Vaughan; Rust Epique; Ted Barak) – 3:56
6. "Arizona" (Bob Vaughan; Rust Epique; Ted Barak) – 5:01
7. "Know…More Words" (Biff Wilson; Bob Vaughan; Rust Epique; Ted Barak) – 5:12
8. "Faded Love" (Rust Epique) – 3:41
9. "Shoot Shoot (Carl's Song)" (Rust Epique) – 2:23
10. "Sunshine (I Love)" (Bob Vaughan; Rust Epique; Ted Barak) – 6:49